# Neujahrskonzert der Wiener Philharmoniker 1972
Das Neujahrskonzert der Wiener Philharmoniker 1972 war das 32. Neujahrskonzert der Wiener Philharmoniker und fand am 1. Jänner 1972 im Goldenen Saal des Wiener Musikvereins statt. Dirigiert wurde es zum 18. Mal von Willi Boskovsky, der diese Institution 1941 schon als Konzertmeister der Wiener Philharmoniker mit ins Leben gerufen hatte. 

## Zusammenfassung
Streng genommen war es das 33. Konzert zum Jahreswechsel – denn zur Jahreswende 1939/40 gab es bereits ein Außerordentliches Konzert der Wiener Philharmoniker, welches allerdings am Silvesterabend 1939 stattfand –, aber erst seit 1946 – seit dem erstmaligen Dirigat von Josef Krips – trägt das Konzert den Titel Neujahrskonzert der Wiener Philharmoniker: Unter diesem Namen war es das nunmehr 27. mit diesem Titel. Willi Boskovsky stand, wie bereits seit 1955 auf Grund seiner einstimmigen Wahl durch die Orchestermitglieder als ständiger Dirigent des Neujahrskonzertes am Pult.
 Willi Boskovsky bleibt in Erinnerung, dass er das Konzert im Wesentlichen mit seinem Geigenbogen leitete und seine Violine, vornehmlich in die Hüfte gestützt (ansonsten lag sie griffbereit auf einem kleinen Tischchen neben dem Dirigierpult), immer wieder ans Kinn nahm, um seinen eigenen Schwung in das Orchester zu übertragen, er nutzte nur selten einen Dirigentenstab.
Einzelne Musikstücke wurden wieder mit Ballettaufnahmen unterlegt: Es tanzten Mitglieder des Balletts der Volksoper Wien, die Choreographie übernahm erneut die Ballettmeisterin Dia Luca.
Das Konzert wurde mit seinem zweiten Teil im Fernsehen übertragen, die Produktion übernahmen erneut, wie 1970 und 1971, der Österreichische Rundfunk (ORF) und das Zweite Deutsche Fernsehen (ZDF) gemeinsam, die Regie führte erneut Hermann Lanske. Es war das siebte Neujahrskonzert, dessen zweiter Teil in Kooperation von Eurovision (für diesen Verbund war es die 13. Übertragung) und Intervision, dem Fernsehverbund der damaligen sozialistischen Staaten, im Fernsehen übertragen wurde. Ausgestrahlt wurde das Neujahrskonzert 1972 über Eurovision neben Österreich in Belgien, der Bundesrepublik Deutschland, in Dänemark, Finnland, Frankreich, Großbritannien, Irland, Island, Italien, Jugoslawien, Luxemburg, der Niederlande, Norwegen, in Portugal, Schweden und der Schweiz.
Über Intervision waren 1972 dabei: DDR, Polen, Rumänien, die Sowjetunion und Ungarn. In andere nicht-europäische Staaten (nach 1970 erst- und einmalig Australien und 1971 keine nicht-europäische Staaten) wurde es in Brasilien, Hongkong, Singapur und Taiwan übertragen. Es wurde demzufolge in 26 Staaten original ausgestrahlt.

## Programm

### 1. Teil
1. Johann Strauss (Sohn): Frühlingsstimmen, Walzer, op. 410
2. Josef Strauss: Moulinet-Polka, Polka française, op. 57
3. Josef Strauss: Im Fluge, Polka schnell, op. 230
4. Joseph Lanner: Hofballtänze, Walzer, op. 161
5. Josef Strauss: Aus der Ferne, Polka mazur, op. 270
6. Johann Strauss (Sohn): Nordseebilder, Walzer, op. 390
7. Johann Strauss (Sohn): Explosions-Polka, Polka schnell, (sic)*op. 43

### 2. Teil
1. Johann Strauss (Sohn): Ouvertüre zur Operette Die Fledermaus
2. Johann Strauss (Sohn): Bitte schön!, Polka française, op. 372
3. Carl Michael Ziehrer: Wiener Bürger, Walzer, op. 419
4. Johann Strauss (Sohn): Russischer Marsch, op. 426
5. Johann Strauss (Sohn) und Josef Strauss: Pizzicato-Polka
6. Josef Strauss: Jokey-Polka, Polka schnell, op. 278
7. Johann Strauss (Sohn): Wo die Citronen blüh’n, Walzer, op. 364
8. Josef Strauss: Arm in Arm, Polka mazur, op. 215
9. Johann Strauss (Sohn): Stürmisch in Lieb’ und Tanz, Polka schnell, op. 393

### Zugaben
1. Johann Strauss (Sohn): Banditen-Galopp, op. 378
2. Johann Strauss (Sohn): An der schönen blauen Donau, Walzer, op. 314
3. Johann Strauss (Vater): Radetzky-Marsch, op. 228

Werkliste und Reihenfolge sind der Website der Wiener Philharmoniker entnommen.
Der Walzer Wiener Bürger von Carl Michael Ziehrer stand erstmals in einem Programm eines Neujahrskonzertes.
*Die Explosions-Polka ist keine „Polka schnell“ (Schnellpolka) im eigentlichen Sinn, diese Bezeichnung wird von Johann Strauss (Sohn) erst ab op. 281 (Vergnügungszug (Polka schnell)) gebraucht.

## Besetzung (Auswahl)
- Willi Boskovsky, Dirigent
- Wiener Philharmoniker